# Sítio fossilífero de Messel
O sítio fossilífero de Messel (em alemão:  Grube Messel) está localizado perto do município de Messel,  (Landkreis Darmstadt-Dieburg, Hesse) aproximadamente 35 km a sudeste de Francoforte do Meno, Alemanha. No passado, xisto betuminoso - que compõem os sedimentos onde os fósseis são encontrados - era extraído nessa região. Por causa de sua abundância de fósseis, tem importância geológica e científica significativa. Depois de quase se tornar um aterro sanitário, a forte resistência local finalmente parou esses planos e o sítio fossilífero foi declarado Patrimônio Mundial da UNESCO em 9 de dezembro de 1995. Descobertas científicas significativas ainda estão sendo feitas e o local também se tornou um ponto turístico.
O sítio fossilífero conta com mais de 40.000 descobertas até agora, é um dos mais ricos depósitos fossilíferos de mamíferos em todo o mundo. O sítio é uma janela para a vida que existia há cerca de 47.000.000 de anos. Foram já encontrados neste sítio mais de 30 famílias de espécimes de invertebrados, principalmente insectos, 31 de répteis, 8 de peixes, 5 de anfíbios, cerca de 109 famílias de plantas e mais de 50 diferentes famílias de aves. Os fósseis, com esqueletos intactos e completos, são de muito boa qualidade e retratam a anatomia e o comportamento destes animais, assim como o que estes comiam há milhões de anos. Os mais de 30 esqueletos de cavalos pré-históricos completos e recuperados, assim como vários fósseis de mamíferos, são fósseis particularmente interessantes. Messel revela a biodiversidade que existia no Terciário, provas da evolução do mundo vivo.